# Campionati europei di atletica leggera indoor 1988 - Marcia 3000 metri
La gara di marcia 3000 metri si è tenuta il 6 marzo 1988 presso lo Sportcsarnok di Budapest, in Ungheria.

## Risultati

### Finale
| Record mondiale       | Ol'ga Krištop        | 12'05"49 | Indianapolis | 6 marzo 1987     |
| Record dei Campionati | Natalya Dmitrochenko | 12'57"59 | Liévin       | 22 febbraio 1987 |
| Capolista stagionale  | Beate Anders         | 12'23"60 | Vienna       | 13 febbraio 1988 |

Domenica 6 marzo 1988.
| Pos.    | Corsia | Atleta              | Età | Nazione          | Tempo    | Note                          |
| ------- | ------ | ------------------- | --- | ---------------- | -------- | ----------------------------- |
| Oro     | -      | Reyes Sobrino       | 21  | Spagna           | 12'48"99 | Record dei campionati         |
| Argento | -      | Dana Vavřačová      | 33  | Cecoslovacchia   | 12'51"08 |                               |
| Bronzo  | -      | Cruz M. Díaz        | 23  | Spagna           | 12'55"03 | Miglior prestazione personale |
| 4       | -      | Ildikó Ilyés        | 21  | Ungheria         | 12'56"55 | Miglior prestazione personale |
| 5       | -      | Mária Rosza         | 21  | Ungheria         | 13'04"45 | [ 2 ]                         |
| 6       | -      | Natalya Spiridonova | 24  | Unione Sovietica | 13'08"83 |                               |
| 7       | -      | Ann Jansson         | 29  | Svezia           | 13'09"04 |                               |
| 8       | -      | Atanaska Dzivkova   | 19  | Bulgaria         | 13'18"55 | [ 3 ]                         |
| 9       | -      | Sari Essayah        | 21  | Finlandia        | 13'19"02 | Miglior prestazione personale |
| 10      | -      | Anikó Szebenski     | 22  | Ungheria         | 13'24"68 | [ 4 ]                         |
| 11      | -      | Victoria Oprea      | 22  | Romania          | 13'28"05 |                               |
| 12      | -      | Lisa Langford       | 20  | Regno Unito      | 13'32"30 | [ 5 ]                         |
| 13      | -      | Emilia Cano         | 20  | Spagna           | 13'37"03 |                               |
| -       | -      | Sada Eidikytė       | 20  | Unione Sovietica | dq       |                               |